# Список птахів Камбоджі
Це перелік видів птахів, зафіксованих на території Камбоджі. Авіфауна Камбоджі налічує загалом 660 видів, з яких 3 є ендемічними, 2 були інтродуковані людьми.

## Позначки
Наступні теги використані для виділення деяких категорій птахів.
- (А) Випадковий — вид, який рідко або випадково трапляється в Камбоджі
- (Е) Ендемічий — вид, який є ендеміком Камбоджі
- (I) Інтродукований — вид, завезений до Камбоджі як наслідок прямих чи непрямих людських дій

## Гусеподібні(Anseriformes)
Родина: Качкові (Anatidae)
- Свистач індійський, Dendrocygna javanica
- Качка шишкодзьоба, Sarkidiornis melanotos
- Чирянка-крихітка індійська, Nettapus coromandelianus
- Чирянка велика, Spatula querquedula
- Широконіска північна, Spatula clypeata
- Свищ євразійський, Mareca penelope
- Крижень чорний, Anas poecilorhyncha
- Шилохвіст північний, Anas acuta
- Чирянка мала, Anas crecca
- Asarcornis scutulata
- Чернь білоока, Aythya nyroca (A)
- Чернь чубата, Aythya fuligula
- Чернь морська, Aythya marila

## Куроподібні(Galliformes)
Родина: Фазанові (Phasianidae)
- Куріпка буровола, Arborophila brunneopectus
- Куріпка в'єтнамська, Arborophila davidi
- Куріпка камбоджійська, Arborophila cambodiana (Е)
- Куріпка зеленонога, Tropicoperdix chloropus
- Павич синьокрилий, Pavo muticus
- Віялохвіст в'єтнамський, Polyplectron germaini
- Віялохвіст сірий, Polyplectron bicalcaratum
- Перепілка китайська, Synoicus chinensis
- Перепілка звичайна, Coturnix coturnix
- Перепілка чорновола, Coturnix coromandelica
- Турач китайський, Francolinus pintadeanus
- Курка банківська, Gallus gallus
- Лофур сріблястий, Lophura nycthemera
- Лофур сіамський, Lophura diardi

## Фламінгоподібні(Phoenicopteriformes)
Родина: Фламінгові (Phoenicopteridae)
- Фламінго рожевий, Phoenicopterus roseus (A)

## Пірникозоподібні(Podicipediformes)
Родина: Пірникозові (Podicipedidae)
- Пірникоза мала, Tachybaptus ruficollis

## Голубоподібні(Columbiformes)
Родина: Голубові (Columbidae)
- Голуб сизий, Columba livia (I)
- Columba punicea
- Горлиця велика, Streptopelia orientalis
- Streptopelia tranquebarica
- Горлиця китайська, Spilopelia chinensis
- Горлиця смугастохвоста, Macropygia unchall
- Chalcophaps indica
- Geopelia striata
- Голуб гривастий, Caloenas nicobarica (A)
- Вінаго оливковокрилий, Treron vernans
- Вінаго зеленолобий, Treron bicinctus
- Вінаго світлоголовий, Treron phayrei
- Вінаго індокитайський, Treron curvirostra
- Вінаго жовтошиїй, Treron phoenicopterus
- Вінаго білочеревий, Treron seimundi
- Вінаго гострохвостий, Treron apicauda
- Вінаго клинохвостий, Treron sphenurus
- Пінон малазійський, Ducula aenea
- Пінон гірський, Ducula badia
- Пінон двобарвний, Ducula bicolor

## Дрохвоподібні(Otidiformes)
Родина: Дрохвові (Otididae)
- Флорікан бенгальський, Houbaropsis bengalensis

## Зозулеподібні(Cuculiformes)
Родина: Зозулеві (Cuculidae)
- Зозуля-довгоніг велика, Carpococcyx renauldi
- Коукал рудокрилий, Centropus sinensis
- Коукал малий, Centropus bengalensis
- Кокиль, Phaenicophaeus tristis
- Зозуля каштановокрила, Clamator coromandus
- Зозуля строката, Clamator jacobinus (A)
- Eudynamys scolopacea
- Дідрик смарагдовий, Chrysococcyx maculatus
- Дідрик фіолетовий, Chrysococcyx xanthorhynchus
- Дідрик зеленоголовий, Chrysococcyx minutillus (A)
- Кукавка смугаста, Cacomantis sonneratii
- Кукавка сіровола, Cacomantis merulinus
- Зозуля-дронго азійська, Surniculus lugubris
- Зозуля велика, Hierococcyx sparverioides
- Зозуля індокитайська, Hierococcyx nisicolor (A)
- Зозуля ширококрила, Hierococcyx fugax
- Зозуля короткокрила, Cuculus micropterus
- Зозуля глуха, Cuculus saturatus
- Зозуля звичайна, Cuculus canorus (A)

## Дрімлюгоподібні(Caprimulgiformes)
Родина: Білоногові (Podargidae)
- Корнудо індокитайський, Batrachostomus affinis

Родина: Дрімлюгові (Caprimulgidae)
- Ночнар південний, Lyncornis macrotis
- Дрімлюга маньчжурський, Caprimulgus jotaka
- Дрімлюга великохвостий, Caprimulgus macrurus
- Дрімлюга індійський, Caprimulgus asiaticus
- Дрімлюга савановий, Caprimulgus affinis

## Серпокрильцеподібні(Apodiformes)
Родина: Серпокрильцеві (Apodidae)
- Колючохвіст білогорлий, Hirundapus caudacutus
- Колючохвіст бурогорлий, Hirundapus cochinchinensis
- Колючохвіст великий, Hirundapus giganteus
- Салангана гімалайська, Aerodramus brevirostris
- Салангана калімантанська, Aerodramus germani
- Серпокрилець сибірський, Apus pacificus (S)
- Серпокрилець таїландський, Apus cooki
- Серпокрилець непальський, Apus nipalensis
- Серпокрилець південноазійський, Cypsiurus balasiensis

Родина: Клехові (Hemiprocnidae)
- Клехо індійський, Hemiprocne coronata

## Журавлеподібні(Gruiformes)
Родина: Пастушкові (Rallidae)
- Пастушок, Rallus aquaticus (A)
- Пастушок східний, Rallus indicus (A)
- Пастушок рудоголовий, Lewinia striata
- Курочка водяна, Gallinula chloropus
- Лиска звичайна, Fulica atra
- Султанка сіроголова, Porphyrio poliocephalus
- Курочка рогата, Gallicrex cinerea
- Багновик білогрудий, Amaurornis phoenicurus
- Погонич білобровий, Poliolimnas cinereus
- Погонич червононогий, Rallina fasciata (A)
- Погонич сіроногий, Rallina eurizonoides
- Погонич індійський, Zapornia fusca
- Погонич-крихітка, Zapornia pusilla

Родина: Лапчастоногові (Heliornithidae)
- Лапчастоніг азійський, Heliopais personata

Родина: Журавлеві (Gruidae)
- Журавель степовий, Anthropoides virgo (A)
- Журавель індійський, Antigone antigone

## Сивкоподібні(Charadriiformes)
Родина: Лежневі (Burhinidae)
- Лежень індійський, Burhinus indicus
- Лежень великий, Esacus recurvirostris

Родина: Чоботарові (Recurvirostridae)
- Кулик-довгоніг чорнокрилий, Himantopus himantopus
- Himantopus leucocephalus (A)

Родина: Сивкові (Charadriidae)
- Сивка морська, Pluvialis squatarola
- Сивка бурокрила, Pluvialis fulva
- Чайка річкова, Vanellus duvaucelii
- Чайка сіра, Vanellus cinereus
- Чайка індійська, Vanellus indicus
- Пісочник монгольський, Charadrius mongolus (V)
- Пісочник товстодзьобий, Charadrius leschenaultii
- Пісочник малазійський, Charadrius peronii
- Пісочник морський, Charadrius alexandrinus
- Пісочник великий, Charadrius hiaticula
- Пісочник малий, Charadrius dubius
- Пісочник довгоногий, Charadrius veredus

Родина: Мальованцеві (Rostratulidae)
- Мальованець афро-азійський, Rostratula benghalensis

Родина: Яканові (Jacanidae)
- Якана довгохвоста, Hydrophasianus chirurgus
- Якана білоброва, Metopidius indicus

Родина: Баранцеві (Scolopacidae)
- Кульон середній, Numenius phaeopus
- Кульон східний, Numenius madagascariensis
- Кульон великий, Numenius arquata
- Грицик малий, Limosa lapponica
- Грицик великий, Limosa limosa
- Крем'яшник звичайний, Arenaria interpres
- Побережник великий, Calidris tenuirostris
- Calidris canutus
- Брижач, Calidris pugnax
- Побережник болотяний, Calidris falcinellus
- Побережник гострохвостий, Calidris acuminata (A)
- Побережник червоногрудий, Calidris ferruginea
- Побережник білохвостий, Calidris temminckii
- Побережник довгопалий, Calidris subminuta
- Лопатень, Calidris pygmaea (A)
- Побережник рудоголовий, Calidris ruficollis
- Побережник білий, Calidris alba
- Побережник чорногрудий, Calidris alpina (A)
- Побережник малий, Calidris minuta (A)
- Неголь азійський, Limnodromus semipalmatus
- Неголь довгодзьобий, Limnodromus scolopaceus (A)
- Баранець малий, Lymnocryptes minimus (A)
- Слуква, Scolopax rusticola
- Баранець звичайний, Gallinago gallinago
- Баранець азійський, Gallinago stenura
- Мородунка, Xenus cinereus
- Плавунець круглодзьобий, Phalaropus lobatus (A)
- Набережник, Actitis hypoleucos
- Коловодник лісовий, Tringa ochropus
- Коловодник попелястий, Tringa brevipes (A)
- Коловодник чорний, Tringa erythropus
- Коловодник великий, Tringa nebularia
- Коловодник охотський, Tringa guttifer
- Коловодник ставковий, Tringa stagnatilis
- Коловодник болотяний, Tringa glareola
- Коловодник звичайний, Tringa totanus

Родина: Триперсткові (Turnicidae)
- Триперстка африканська, Turnix sylvatica
- Триперстка жовтонога, Turnix tanki
- Триперстка смугаста, Turnix suscitator

Родина: Дерихвостові (Glareolidae)
- Дерихвіст забайкальський, Glareola maldivarum
- Дерихвіст малий, Glareola lactea

Родина: Поморникові (Stercorariidae)
- Поморник середній, Stercorarius pomarinus
- Поморник короткохвостий, Stercorarius parasiticus
- Поморник довгохвостий, Stercorarius longicaudus (A)

Родина: Мартинові (Laridae)
- Мартин тонкодзьобий, Chroicocephalus genei (A)
- Мартин звичайний, Chroicocephalus ridibundus
- Мартин буроголовий, Chroicocephalus brunnicephalus
- Мартин чорнохвостий (Larus crassirostris) (A)
- Мартин чорнокрилий, Larus fuscus (A)
- Крячок бурий, Anous stolidus
- Крячок бурокрилий, Onychoprion anaethetus (A)
- Крячок камчатський, Onychoprion aleuticus (A)
- Крячок малий, Sternula albifrons
- Крячок чорнодзьобий, Gelochelidon nilotica
- Крячок каспійський, Hydroprogne caspia
- Крячок білокрилий, Chlidonias leucopterus
- Крячок білощокий, Chlidonias hybrida
- Крячок індонезійський, Sterna sumatrana
- Крячок річковий, Sterna hirundo
- Крячок чорночеревий, Sterna acuticauda
- Крячок індійський, Sterna aurantia
- Крячок жовтодзьобий, Thalasseus bergii
- Крячок бенгальський, Thalasseus bengalensis (A)
- Водоріз індійський, Rynchops albicollis

## Лелекоподібні(Ciconiiformes)
Родина: Лелекові (Ciconiidae)
- Лелека-молюскоїд індійський, Anastomus oscitans
- Лелека чорний, Ciconia nigra (A)
- Лелека білошиїй, Ciconia episcopus
- Лелека білий, Ciconia ciconia (A)
- Ябіру азійський, Ephippiorhynchus asiaticus
- Марабу яванський, Leptoptilos javanicus
- Марабу індійський, Leptoptilos dubius
- Лелека-тантал білий, Mycteria cinerea
- Лелека-тантал індійський, Mycteria leucocephala

## Сулоподібні(Suliformes)
Родина: Фрегатові (Fregatidae)
- Фрегат-арієль, Fregata ariel
- Фрегат малазійський, Fregata andrewsi

Родина: Сулові (Sulidae)
- Сула червононога, Sula sula (A)

Родина: Змієшийкові (Anhingidae)
- Змієшийка чорночерева, Anhinga melanogaster

Родина: Бакланові (Phalacrocoracidae)
- Баклан яванський, Microcarbo niger
- Баклан великий, Phalacrocorax carbo
- Баклан індійський, Phalacrocorax fuscicollis

## Пеліканоподібні(Pelecaniformes)
Родина: Пеліканові (Pelecanidae)
- Пелікан рожевий, Pelecanus onocrotalus (A)
- Пелікан сірий, Pelecanus philippensis

Родина: Чаплеві (Ardeidae)
- Бугай, Botaurus stellaris (A)
- Бугайчик китайський, Ixobrychus sinensis
- Бугайчик амурський, Ixobrychus eurhythmus (A)
- Бугайчик рудий, Ixobrychus cinnamomeus
- Бугайчик чорний, Ixobrychus flavicollis
- Чапля сіра, Ardea cinerea
- Чапля суматранська, Ardea sumatrana (A)
- Чапля руда, Ardea purpurea
- Чепура велика, Ardea alba
- Чепура середня, Ardea intermedia
- Чепура жовтодзьоба, Egretta eulophotes (A)
- Чепура мала, Egretta garzetta
- Чепура тихоокеанська, Egretta sacra
- Чапля єгипетська, Bubulcus ibis
- Чапля китайська, Ardeola bacchus
- Чапля яванська, Ardeola speciosa
- Чапля мангрова, Butorides striata
- Квак, Nycticorax nycticorax
- Квак білошиїй, Gorsachius magnificus (A)
- Квак малайський, Gorsachius melanolophus

Родина: Ібісові (Threskiornithidae)
- Коровайка, Plegadis falcinellus
- Ібіс сивоперий, Threskiornis melanocephalus
- Ібіс білоплечий, Pseudibis davisoni
- Ібіс гігантський, Pseudibis gigantea
- Косар, Platalea leucorodia (A)
- Косар малий, Platalea minor (A)

## Яструбоподібні(Accipitriformes)
Родина: Скопові (Pandionidae)
- Скопа, Pandion haliaetus

Родина: Яструбові (Accipitridae)
- Шуліка чорноплечий, Elanus caeruleus
- Осоїд чубатий, Pernis ptilorhynchus
- Шуляк азійський, Aviceda jerdoni
- Шуляк чорний, Aviceda leuphotes
- Sarcogyps calvus
- Гриф чорний, Aegypius monachus (A)
- Сип бенгальський, Gyps bengalensis
- Gyps tenuirostris
- Кумай, Gyps himalayensis (A)
- Змієїд чубатий, Spilornis cheela
- Змієїд, Circaetus gallicus
- Nisaetus cirrhatus
- Орел-чубань гірський, Nisaetus nipalensis
- Орел-карлик індійський, Lophotriorchis kienerii
- Орел чорний, Ictinaetus malaiensis
- Підорлик індійський, Clanga hastata
- Підорлик великий, Clanga clanga
- Орел-карлик, Hieraaetus pennatus (A)
- Орел степовий, Aquila nipalensis (A)
- Орел-могильник, Aquila heliaca
- Канюк рудокрилий, Butastur liventer
- Канюк яструбиний, Butastur indicus
- Лунь очеретяний, Circus aeruginosus (A)
- Circus spilonotus
- Лунь польовий, Circus cyaneus
- Circus melanoleucos
- Яструб чубатий, Accipiter trivirgatus
- Яструб туркестанський, Accipiter badius
- Яструб китайський, Accipiter soloensis
- Яструб японський, Accipiter gularis
- Яструб яванський, Accipiter virgatus
- Шуліка чорний, Milvus migrans
- Шуліка королівський, Haliastur indus
- Орлан-довгохвіст, Haliaeetus leucoryphus
- Орлан білочеревий, Haliaeetus leucogaster
- Орлан-рибалка малий, Icthyophaga humilis
- Орлан-рибалка великий, Icthyophaga ichthyaetus
- Канюк звичайний, Buteo buteo
- Buteo refectus (A)
- Buteo japonicus

## Совоподібні(Strigiformes)
Родина: Сипухові (Tytonidae)
- Сипуха східна, Tyto longimembris
- Сипуха крапчаста, Tyto alba
- Лехуза вухата, Phodilus badius

Родина: Совові (Strigidae)
- Сплюшка гірська, Otus spilocephalus
- Сплюшка бангладеська, Otus lettia
- Сплюшка східноазійська, Otus sunia
- Пугач непальський, Bubo nipalensis
- Пугач-рибоїд бурий, Ketupa zeylonensis
- Пугач-рибоїд малазійський, Ketupa ketupu
- Сичик-горобець малий, Taenioptynx brodiei
- Сичик-горобець азійський, Glaucidium cuculoides
- Сич брамінський, Athene brama
- Сова таїландська, Strix seloputo
- Сова бура, Strix leptogrammica
- Сова болотяна, Asio flammeus
- Сова-голконіг далекосхідна, Ninox scutulata
- Сова-голконіг японська, Ninox japonica (A)

## Трогоноподібні(Trogoniformes)
Родина: Трогонові (Trogonidae)
- Трогон червоноголовий, Harpactes erythrocephalus
- Трогон оливковоголовий, Harpactes oreskios

## Bucerotiformes
Родина: Одудові (Upupidae)
- Одуд, Upupa epops

Родина: Птахи-носороги (Bucerotidae)
- Гомрай дворогий, Buceros bicornis
- Калао білощокий, Anorrhinus austeni
- Птах-носоріг малабарський, Anthracoceros albirostris
- Калао смугастодзьобий, Rhyticeros undulatus

## Сиворакшоподібні(Coraciiformes)
Родина: Рибалочкові (Alcedinidae)
- Рибалочка блакитний, Alcedo atthis
- Рибалочка темно-синій, Alcedo meninting
- Рибалочка-крихітка трипалий, Ceyx erithaca
- Альціон смугастий, Lacedo pulchella
- Гуріал смарагдовокрилий, Pelargopsis capensis
- Альціон вогнистий, Halcyon coromanda
- Альціон білогрудий, Halcyon smyrnensis
- Альціон чорноголовий, Halcyon pileata
- Альціон білошиїй, Todiamphus chloris
- Рибалочка-чубань азійський, Megaceryle lugubris
- Рибалочка строкатий, Ceryle rudis

Родина: Бджолоїдкові (Meropidae)
- Бджолоїдка велика, Nyctyornis athertoni
- Бджолоїдка мала, Merops orientalis
- Бджолоїдка синьогорла, Merops viridis
- Бджолоїдка синьохвоста, Merops philippinus
- Бджолоїдка індійська, Merops leschenaulti

Родина: Сиворакшові (Coraciidae)
- Сиворакша індокитайська, Coracias affinis
- Широкорот східний, Eurystomus orientalis

## Дятлоподібні(Piciformes)
Родина: Бородастикові (Megalaimidae)
- Бородастик червоноголовий, Psilopogon haemacephalus
- Бородастик малазійський, Psilopogon duvaucelii
- Бородастик блакитнобровий, Psilopogon lagrandieri
- Бородастик зеленощокий, Psilopogon faiostrictus
- Бородастик смугастий, Psilopogon lineatus
- Бородастик чорновусий, Psilopogon incognitus
- Psilopogon annamensis

Родина: Дятлові (Picidae)
- Крутиголовка, Jynx torquilla (A)
- Добаш індійський, Picumnus innominatus
- Добаш білобровий, Sasia ochracea
- Дятел-куцохвіст чорночубий, Hemicircus canente
- Дятел сіролобий, Yungipicus canicapillus
- Leiopicus mahrattensis
- Dendrocopos hyperythrus
- Dendrocopos analis
- Dendrocopos atratus
- Древняк смугастий, Blythipicus pyrrhotis
- Дзьобак індокитайський, Chrysocolaptes guttacristatus
- Ятла руда, Micropternus brachyurus
- Дятел-коротун чорний, Meiglyptes jugularis
- Дзекіль світлоголовий, Gecinulus grantia
- Дзекіль червоноголовий, Gecinulus viridis (A)
- Дзьобак золотоспинний, Dinopium javanense
- Жовна мала, Picus chlorolophus
- Picus xanthopygaeus
- Picus rabieri
- Picus vittatus
- Жовна сива, Picus canus
- Picus erythropygius
- Жовна жовтогорла, Chrysophlegma flavinucha
- Торомба велика, Mulleripicus pulverulentus
- Dryocopus javensis

## Соколоподібні(Falconiformes)
Родина: Соколові (Falconidae)
- Сокіл-крихітка азійський, Polihierax insignis
- Сокіл-карлик червононогий, Microhierax caerulescens
- Боривітер степовий, Falco naumanni
- Боривітер звичайний, Falco tinnunculus
- Підсоколик малий, Falco columbarius (A)
- Підсоколик східний, Falco severus
- Сапсан, Falco peregrinus

## Папугоподібні(Psittaciformes)
Родина: Psittaculidae
- Папуга індійський, Psittacula eupatria
- Папуга сіроголовий, Psittacula finschii
- Папужець рожевоголовий, Psittacula roseata
- Папужець рожевоволий, Psittacula alexandri
- Кориліс індійський, Loriculus vernalis

## Горобцеподібні(Passeriformes)
Родина: Рогодзьобові (Eurylaimidae)
- Рогодзьоб червоночеревий, Cymbirhynchus macrorhynchos
- Рогодзьоб довгохвостий, Psarisomus dalhousiae
- Рогодзьоб синьокрилий, Serilophus lunatus
- Рогодзьоб пурпуровий, Eurylaimus javanicus
- Рогодзьоб бурий, Corydon sumatranus

Родина: Пітові (Pittidae)
- Піта вухата, Hydrornis phayrei
- Піта руда, Hydrornis oatesi (A)
- Піта синьогуза, Hydrornis soror
- Піта синя, Hydrornis cyaneus
- Піта зелена, Hydrornis elliotii
- Піта синьокрила, Pitta moluccensis
- Піта китайська, Pitta nympha (A)
- Піта чорноголова, Pitta sordida

Родина: Шиподзьобові (Acanthizidae)
- Ріроріро золотоволий, Gerygone sulphurea

Родина: Личинкоїдові (Campephagidae)
- Личинкоїд малий, Pericrocotus cinnamomeus
- Личинкоїд сірощокий, Pericrocotus solaris
- Личинкоїд пломенистий, Pericrocotus speciosus
- Личинкоїд сірий, Pericrocotus divaricatus
- Личинкоїд бурий, Pericrocotus cantonensis
- Личинкоїд рожевий, Pericrocotus roseus
- Шикачик великий, Coracina macei
- Шикачик чорнокрилий, Lalage melaschistos
- Шикачик садовий, Lalage polioptera

Родина: Віреонові (Vireonidae)
- Янчик рододендровий, Pteruthius aeralatus
- Янчик тріскотливий, Pteruthius intermedius
- Югина зеленоспинна, Erpornis zantholeuca

Родина: Свистунові (Pachycephalidae)
- Свистун сірий, Pachycephala cinerea

Родина: Вивільгові (Oriolidae)
- Вивільга чорноголова, Oriolus chinensis
- Вивільга тонкодзьоба, Oriolus tenuirostris (A)
- Вивільга східна, Oriolus xanthornus
- Вивільга червона, Oriolus traillii
- Вивільга сріблиста, Oriolus mellianus

Родина: Ланграйнові (Artamidae)
- Ланграйн пальмовий, Artamus fuscus

Родина: Вангові (Vangidae)
- Ванговець великий, Tephrodornis gularis
- Ванговець малий, Tephrodornis pondicerianus
- Личинколюб білокрилий, Hemipus picatus

Родина: Йорові (Aegithinidae)
- Йора чорнокрила, Aegithina tiphia
- Йора велика, Aegithina lafresnayei

Родина: Віялохвісткові (Rhipiduridae)
- Віялохвістка строката, Rhipidura javanica
- Віялохвістка білогорла, Rhipidura albicollis
- Віялохвістка білоброва, Rhipidura aureola

Родина: Дронгові (Dicruridae)
- Дронго чорний, Dicrurus macrocercus
- Дронго сірий, Dicrurus leucophaeus
- Дронго великодзьобий, Dicrurus annectens
- Дронго бронзовий, Dicrurus aeneus
- Дронго малий, Dicrurus remifer
- Дронго лірохвостий, Dicrurus hottentottus
- Дронго великий, Dicrurus paradiseus

Родина: Монархові (Monarchidae)
- Монаршик гіацинтовий, Hypothymis azurea
- Монарх-довгохвіст чорний, Terpsiphone atrocaudata (A)
- Монарх-довгохвіст амурський, Terpsiphone incei
- Terpsiphone affinis

Родина: Сорокопудові (Laniidae)
- Сорокопуд тигровий, Lanius tigrinus
- Сорокопуд сибірський, Lanius cristatus
- Сорокопуд бірманський, Lanius collurioides
- Сорокопуд довгохвостий, Lanius schach
- Сорокопуд тибетський, Lanius tephronotus

Родина: Воронові (Corvidae)
- Сойка, Garrulus glandarius
- Кіта червонодзьоба, Urocissa erythrorhyncha
- Циса зелена, Cissa chinensis
- Циса східна, Cissa hypoleuca
- Вагабунда світлокрила, Dendrocitta vagabunda
- Вагабунда чорна, Crypsirina temia
- Сорока колючохвоста, Temnurus temnurus
- Ворона великодзьоба, Corvus macrorhynchos

Родина: Stenostiridae
- Канарниця сіроголова, Culicicapa ceylonensis

Родина: Синицеві (Paridae)
- Синиця південноазійська, Parus cinereus

Родина: Жайворонкові (Alaudidae)
- Фірлюк яванський, Mirafra javanica
- Фірлюк китайський, Mirafra erythrocephala
- Жайворонок індійський, Alauda gulgula

Родина: Тамікові (Cisticolidae)
- Кравчик довгохвостий, Orthotomus sutorius
- Кравчик чорноволий, Orthotomus atrogularis
- Кравчик камбоджійський, Orthotomus chaktomuk (E)
- Кравчик рудощокий, Orthotomus ruficeps (A)
- Принія бура, Prinia polychroa
- Принія білоброва, Prinia superciliaris
- Принія руда, Prinia rufescens
- Принія попеляста, Prinia hodgsonii
- Принія жовточерева, Prinia flaviventris
- Принія вохристобока, Prinia inornata
- Таміка віялохвоста, Cisticola juncidis
- Таміка золотоголова, Cisticola exilis

Родина: Очеретянкові (Acrocephalidae)
- Очеретянка товстодзьоба, Arundinax aedon
- Очеретянка чорноброва, Acrocephalus bistrigiceps
- Очеретянка тупокрила, Acrocephalus concinens
- Очеретянка маньчжурська, Acrocephalus tangorum
- Очеретянка східна, Acrocephalus orientalis

Родина: Кобилочкові (Locustellidae)
- Матата болотяна, Megalurus palustris
- Кобилочка співоча, Helopsaltes certhiola
- Кобилочка плямиста, Locustella lanceolata
- Куцокрил сибірський, Locustella tacsanowskia (A)

Родина: Pnoepygidae
- Тимелія-куцохвіст мала, Pnoepyga pusilla

Родина: Ластівкові (Hirundinidae)
- Ластівка сіровола, Riparia chinensis
- Ластівка берегова, Riparia riparia
- Ластівка бліда, Riparia diluta
- Ластівка бура, Ptyonoprogne concolor
- Ластівка сільська, Hirundo rustica
- Ластівка ниткохвоста, Hirundo smithii
- Ластівка південноазійська, Hirundo tahitica
- Ластівка даурська, Cecropis daurica
- Ластівка синьоголова, Cecropis striolata
- Ластівка міська, Delichon urbicum
- Ластівка азійська, Delichon dasypus

Родина: Бюльбюлеві (Pycnonotidae)
- Бюльбюль чорноголовий, Brachypodius melanocephalos
- Бюльбюль чорночубий, Rubigula flaviventris
- Бюльбюль червоногузий, Pycnonotus jocosus
- Бюльбюль індокитайський, Pycnonotus aurigaster
- Бюльбюль золотогорлий, Pycnonotus finlaysoni
- Бюльбюль широкобровий, Pycnonotus goiavier
- Бюльбюль оливковокрилий, Pycnonotus plumosus
- Бюльбюль таїландський, Pycnonotus conradi
- Бюльбюль-бородань великий, Alophoixus pallidus
- Бюльбюль-бородань бурий, Alophoixus ochraceus
- Оливник сіроокий, Iole propinqua
- Горована гімалайська, Hypsipetes leucocephalus
- Оливник попелястий, Hemixos flavala
- Оливник гірський, Ixos mcclellandii

Родина: Вівчарикові (Phylloscopidae)
- Вівчарик лісовий, Phylloscopus inornatus
- Вівчарик алтайський, Phylloscopus humei (A)
- Вівчарик непальський, Phylloscopus chloronotus
- Вівчарик товстодзьобий, Phylloscopus schwarzi
- Вівчарик монгольський, Phylloscopus armandii (A)
- Вівчарик бурий, Phylloscopus fuscatus
- Вівчарик китайський, Phylloscopus subaffinis
- Вівчарик оливковий, Phylloscopus coronatus
- Скриточуб сіроголовий, Phylloscopus tephrocephalus
- Скриточуб сичуанський, Phylloscopus omeiensis
- Скриточуб фуджіянський, Phylloscopus soror
- Вівчарик зелений, Phylloscopus trochiloides
- Вівчарик амурський, Phyloscopus plumbeitarsus
- Вівчарик світлоногий, Phylloscopus tenellipes
- Вівчарик сахалінський, Phylloscopus borealoides (A)
- Вівчарик шелюговий, Phylloscopus borealis
- Вівчарик камчатський, Phylloscopus examinandus
- Скриточуб іржастоголовий, Phylloscopus castaniceps
- Вівчарик в'єтнамський, Phylloscopus ricketti
- Вівчарик рододендровий, Phylloscopus reguloides
- Вівчарик широкобровий, Phylloscopus claudiae
- Phylloscopus davisoni
- Вівчарик світлохвостий, Phylloscopus ogilviegranti

Родина: Вертункові (Scotocercidae)
- Очеретянка-куцохвіст далекосхідна, Urosphena squameiceps
- Тезія жовтоброва, Tesia cyaniventer
- Війчик білобровий, Abroscopus superciliaris
- Кравчик гірський, Phyllergates cuculatus

Родина: Довгохвостосиницеві (Aegithalidae)
- Ополовник рудоголовий, Aegithalos concinnus

Родина: Суторові (Paradoxornithidae)
- Тимелія золотиста, Chrysomma sinense
- Сутора анамська, Psittiparus margaritae

Родина: Окулярникові (Zosteropidae)
- Югина мала, Yuhina nigrimenta
- Окулярник буробокий, Zosterops erythropleurus
- Окулярник китайський, Zosterops simplex
- Zosterops everetti (A)

Родина: Тимелієві (Timaliidae)
- Тимелія червоноголова, Timalia pileata
- Синчівка жовточерева, Mixornis gularis
- Синчівка світлоока, Mixornis kelleyi
- Тимелія-темнодзьоб золотиста, Cyanoderma chrysaeum
- Тимелія-темнодзьоб рудоголова, Cyanoderma ruficeps (A)
- Тимелія-темнодзьоб рудолоба, Cyanoderma rufifrons (A)
- Тимелія-криводзьоб бірманська, Pomatorhinus ochraceiceps (A)
- Тимелія-криводзьоб сивоголова, Pomatorhinus schisticeps
- Тимелія-криводзьоб велика, Erythrogenys hypoleucos
- Тимелія-темнодзьоб вохриста, Stachyris nigriceps (A)

Родина: Pellorneidae
- Тимелія червонолоба, Malacopteron cinereum
- Тимелія ясноока, Gampsorhynchus torquatus
- Альципа рудовола, Schoeniparus rufogularis
- Баблер рудоголовий, Pellorneum ruficeps
- Баблер білочеревий, Pellorneum albiventre (A)
- Баблер вохристий, Pellorneum tickelli
- Turdinus abbotti
- Турдинула короткохвоста, Gypsophila brevicaudata
- Кущавниця болотяна, Graminicola striatus (A)

Родина: Alcippeidae
- Альципа індокитайська, Alcippe grotei
- Альципа чорноброва, Alcippe peracensis

Родина: Leiothrichidae
- Чагарниця чубата, Garrulax leucolophus
- Чагарниця горжеткова, Garrulax monileger
- Чагарниця камбоджійська, Garrulax ferrarius (E)
- Чагарниця чорноголова, Garrulax milleti
- Чагарниця пекторалова, Pterorhinus pectoralis (A)
- Тимельовець китайський, Pterorhinus chinensis
- Тимельовець вохристобокий, Pterorhinus vassali
- Мезія сріблястощока, Leiothrix argentauris
- Сіва, Actinodura cyanouroptera

Родина: Повзикові (Sittidae)
- Повзик бірманський, Sitta neglecta
- Повзик червонодзьобий, Sitta frontalis

Родина: Шпакові (Sturnidae)
- Шпак-малюк філіпінський, Aplonis panayensis
- Майна золоточуба, Ampeliceps coronatus
- Gracula religiosa
- Шпак звичайний, Sturnus vulgaris (A)
- Шпак рожевий, Pastor roseus (A)
- Шпак даурський, Agropsar sturninus
- Шпак японський, Agropsar philippensis (A)
- Шпак чорношиїй, Gracupica nigricollis
- Шпак строкатий, Gracupica contra
- Шпачок китайський, Sturnia sinensis
- Шпачок брамінський, Sturnia pagodarum (A)
- Шпачок сіроголовий, Sturnia malabarica
- Шпак червонодзьобий, Spodiopsar sericeus (A)
- Майна індійська, Acridotheres tristis
- Майна бірманська, Acridotheres burmannicus
- Майна велика, Acridotheres grandis

Родина: Дроздові (Turdidae)
- Квічаль довгодзьобий, Zoothera marginata
- Квічаль тайговий, Zoothera aurea
- Квічаль строкатий, Zoothera dauma
- Кохоа зелений, Cochoa viridis
- Квічаль сибірський, Geokichla sibirica (A)
- Квічаль вогнистоголовий, Geokichla citrina
- Дрізд мандаринський, Turdus mandarinus
- Дрізд білочеревий, Turdus cardis (A)
- Дрізд вузькобровий, Turdus obscurus
- Дрізд темний, Turdus eunomus (A)

Родина: Мухоловкові (Muscicapidae)
- Мухоловка сибірська, Muscicapa sibirica
- Мухоловка бура, Muscicapa dauurica
- Мухоловка індокитайська, Muscicapa williamsoni
- Шама індійська, Copsychus saularis
- Шама білогуза, Copsychus malabaricus
- Мухоловка малазійська, Anthipes solitaris
- Нільтава білохвоста, Leucoptilon concretum (A)
- Нільтава темновола, Cyornis hainanus
- Нільтава лазурова, Cyornis unicolor
- Нільтава китайська, Cyornis glaucicomans
- Нільтава гімалайська, Cyornis magnirostris (A)
- Нільтава таїландська, Cyornis whitei
- Нільтава індокитайська, Cyornis sumatrensis
- Нільтава велика, Niltava grandis
- Нільтава чорногорла, Niltava davidi
- Niltava oatesi
- Мухоловка синя, Cyanoptila cyanomelana
- Мухоловка бірюзова, Eumyias thalassinus
- Алікорто малий, Brachypteryx leucophris
- Алікорто індиговий, Brachypteryx cruralis
- Соловейко рудоголовий, Larvivora ruficeps (A)
- Соловейко синій, Larvivora cyane
- Синьошийка, Luscinia svecica
- Аренга велика, Myophonus caeruleus
- Вилохвістка білочуба, Enicurus leschenaulti (A)
- Вилохвістка маскова, Enicurus schistaceus
- Соловейко червоногорлий, Calliope calliope
- Підпаленик білохвостий, Myiomela leucura
- Синьохвіст гімалайський, Tarsiger rufilatus (A)
- Мухоловка даурська, Ficedula zanthopygia
- Мухоловка зеленоспинна, Ficedula elisae (A)
- Мухоловка жовтоспинна, Ficedula narcissina
- Мухоловка тайгова, Ficedula mugimaki
- Мухоловка соснова, Ficedula erithacus
- Мухоловка білоброва, Ficedula hyperythra
- Мухоловка широкоброва, Ficedula westermanni
- Мухоловка північна, Ficedula albicilla
- Скеляр білогорлий, Monticola gularis
- Скеляр синій, Monticola solitarius
- Трав'янка білошия, Saxicola maurus
- Трав'янка чорна, Saxicola caprata
- Трав'янка сіра, Saxicola ferreus

Родина: Квіткоїдові (Dicaeidae)
- Квіткоїд товстодзьобий, Dicaeum agile
- Квіткоїд смугастогрудий, Dicaeum chrysorrheum
- Квіткоїд індокитайський, Dicaeum minullum
- Квіткоїд червоноволий, Dicaeum ignipectus
- Квіткоїд червоний, Dicaeum cruentatum

Родина: Нектаркові (Nectariniidae)
- Саїманга червонощока, Chalcoparia singalensis
- Саїманга жовточерева, Anthreptes malacensis
- Нектаринка мангрова, Leptocoma brasiliana
- Нектаринка карміновогорла, Leptocoma calcostetha
- Маріка пурпурова, Cinnyris asiaticus
- Маріка жовточерева, Cinnyris jugularis
- Сіпарая чорногруда, Aethopyga saturata
- Сіпарая непальська, Aethopyga nipalensis
- Сіпарая червона, Aethopyga siparaja
- Нектарка смугастовола, Kurochkinegramma hypogrammicum
- Павуколов малий, Arachnothera longirostra
- Павуколов смугастий, Arachnothera magna

Родина: Іренові (Irenidae)
- Ірена, Irena puella

Родина: Зеленчикові (Chloropseidae)
- Зеленчик синьокрилий, Chloropsis cochinchinensis
- Зеленчик золотолобий, Chloropsis aurifrons

Родина: Ткачикові (Ploceidae)
- Ткачик смугастий, Ploceus manyar
- Бая, Ploceus philippinus
- Ткачик золоточеревий, Ploceus hypoxanthus

Родина: Астрильдові (Estrildidae)
- Бенгалик червоний, Amandava amandava
- Папужник довгохвостий, Erythrura prasina
- Мунія гострохвоста, Lonchura striata
- Мунія іржаста, Lonchura punctulata
- Мунія чорноголова, Lonchura atricapilla

Родина: Горобцеві (Passeridae)
- Горобець хатній, Passer domesticus
- Горобець оливковий, Passer flaveolus
- Горобець польовий, Passer montanus

Родина: Плискові (Motacillidae)
- Плиска деревна, Dendronanthus indicus
- Плиска гірська, Motacilla cinerea
- Плиска жовта, Motacilla flava
- Плиска аляскинська, Motacilla tschutschensis
- Плиска жовтоголова, Motacilla citreola
- Плиска лаоська, Motacilla samveasnae
- Плиска біла, Motacilla alba
- Щеврик азійський, Anthus richardi
- Щеврик іржастий, Anthus rufulus
- Щеврик оливковий, Anthus hodgsoni
- Щеврик червоногрудий, Anthus cervinus

Родина: В'юркові (Fringillidae)
- Чечевиця звичайна, Carpodacus erythrinus (A)

Родина: Вівсянкові (Emberizidae)
- Вівсянка чорноголова, Emberiza melanocephala (A)
- Вівсянка рудоголова, Emberiza bruniceps (A)
- Вівсянка сіроголова, Emberiza fucata
- Вівсянка лучна, Emberiza aureola
- Вівсянка-крихітка, Emberiza pusilla (A)
- Вівсянка сибірська, Emberiza spodocephala (A)
- Вівсянка руда, Emberiza rutila